# Christian Klien
Christian Klien va ser un pilot de curses automobilístiques austríac que va arribar a disputar curses de Fórmula 1.
Va néixer el 7 de febrer del 1983 a Hohenems, Àustria.

## A la F1
Christian Klien va debutar a la primera cursa de la temporada 2004 (la 55a temporada de la història) del campionat del món de la Fórmula 1, disputant el 7 de març del 2001 el G.P. d'Austràlia al circuit de Melbourne.
Va participar en un total de quaranta-vuit curses puntuables pel campionat de la F1 disputades en tres temporades consecutives (2004 - 2006) aconseguint una cinquena posició com millor classificació en una cursa, i assolí catorze punts vàlids pel campionat del món de pilots.

## Resultats a la Fórmula 1
| Any  | Equip                   | Xassís   | Motor       | 1      | 2       | 3       | 4       | 5       | 6       | 7       | 8      | 9       | 10      | 11     | 12     | 13      | 14     | 15     | 16      | 17     | 18     | 19    | Posició | Punts |
| ---- | ----------------------- | -------- | ----------- | ------ | ------- | ------- | ------- | ------- | ------- | ------- | ------ | ------- | ------- | ------ | ------ | ------- | ------ | ------ | ------- | ------ | ------ | ----- | ------- | ----- |
| 2004 | Jaguar Racing           | Jaguar   | Cosworth    | AUS 11 | MAL 10  | BAH 14  | SMR 14  | ESP Ret | MON Ret | EUR 12  | CAN 9  | USA 11  | FRA 14  | GBR 10 | ALE 10 | HUN 13  | BEL 6  | ITA 13 |         | JAP 12 | BRA 14 |       | 16è     | 3     |
| 2004 | Jaguar Racing           | Jaguar   | Cosworth    |        |         |         |         |         |         |         |        |         |         |        |        |         |        |        | XIN Ret |        |        |       | 16è     | 3     |
| 2005 | Red Bull Racing         | Red Bull | Cosworth\|- | AUS 7  | MAL 8   | BHR NVS | SMR TD  | ESP TD  | MON TD  | EUR TD  | CAN 8  | USA NVS | FRA Ret | GBR 15 | ALE 9  | HUN Ret | TUR 8  | ITA 13 | BEL 9   | BRA 9  | JAP 9  | XIN 5 | 15è     | 9     |
| 2006 | Red Bull Racing         | Red Bull | Ferrari     | BHR 8  | MAL Ret | AUS Ret | SMR Ret | EUR Ret | ESP 13  | MON Ret | GBR 14 | CAN 11  | USA Ret | FRA 12 | ALE 8  | HON Ret | TUR 11 | ITA 11 | XIN     | JAP    | BRA    |       | 18è     | 2     |
| 2007 | Honda Racing F1 Team    | Honda    | Honda       | AUS    | MAL     | BHR     | ESP     | MON     | CAN     | USA     | FRA    | GBR TD  | EUR     | HON    | TUR    | ITA     | BEL    | JPN    | CHN     | BRA    |        |       | -       | -     |
| 2010 | Hispania Racing F1 Team | Hispania | Cosworth    | BHR    | AUS     | MAL     | XIN     | ESP TD  | MON     | TUR     | CAN    | EUR TD  | GBR     | ALE    | HON    | BEL     | ITA    | SIN    | JAP     | COR    | BRA    | ABU   | –*      | –*    |

* Temporada no acabada

### Resum
| Curses: | Victòries: | Pòdiums: | Poles: | Voltes ràpides: | Punts: |
| ------- | ---------- | -------- | ------ | --------------- | ------ |
| 48 (46) | 0          | 0        | 0      | 0               | 14     |